# Cyrylica ujgurska
Cyrylica ujgurska (ujg. Uyghur Kiril Yëziqi lub UKY, Уйғур Кирил Йезиқи) – alfabet cyrylicki używana do zapisu języka ujgurskiego, głównie przez Ujgurów mieszkających w Kazachstanie i innych krajach Azji Środkowej.

## Historia
Została opracowana w 1946 roku w ZSRR jako alternatywa dla alfabetu łacińskiego, który powstał w 1926 roku. Według niektórych badaczy powodem tego była obawa, iż latynizacja ujgurskiego wzmocni więzi między Ujgurami a Turcją, która przeszła na alfabet łaciński w latach 1927–1928.
Po utworzeniu Chińskiej Republiki Ludowej w 1949 r. rosyjscy lingwiści zaczęli pomagać w kodyfikowaniu różnych języków mniejszości w Chinach i promować alfabety oparte na cyrylicy, w tym ten przeznaczony dla Ujgurów.
Wraz ze wzrostem napięć między ZSRR a Chinami, cyrylicę ujgurską odrzucono, a od 1959 roku do zapisu języka ujgurskiego zaczęto używać tzw. nowego alfabetu ujgurskiego, opartego na pinyinie i janalifie. Ostatecznie przywrócono alfabet oparty na piśmie arabskim, który jest w użyciu do dziś. Natomiast cyrylica ujgurska była ciągle używana w ZSRR, a obecnie jest nadal używana w Kazachstanie i innych krajach WNP.

## Alfabet
| Duże litery | А   | Ә   | Б | В   | Г | Ғ   | Д | Е | Ё  | Ж | Җ  | З | И   | Й | К | Қ | Л | М | Н | Ң | О   | Ө | П | Р   | С | Т | У   | Ү   | Ф   | Х   | Һ   | Ц  | Ч  | Ш | Ю  | Я  |
| ----------- | --- | --- | - | --- | - | --- | - | - | -- | - | -- | - | --- | - | - | - | - | - | - | - | --- | - | - | --- | - | - | --- | --- | --- | --- | --- | -- | -- | - | -- | -- |
| Małe litery | a   | ə   | б | в   | г | ғ   | д | е | ё  | ж | җ  | з | и   | й | к | қ | л | м | н | ң | о   | ө | п | р   | с | т | у   | ү   | ф   | х   | һ   | ц  | ч  | ш | ю  | я  |
| IPA         | ɑ,a | ɛ,æ | b | w,v | g | ʁ,ɣ | d | e | jo | ʒ | d͡ʒ | z | i,ɨ | j | k | q | l | m | n | ŋ | o,ɔ | ø | p | r,ɾ | s | t | u,ʊ | y,ʏ | f,ɸ | χ,x | h,ɦ | t͡s | t͡ʃ | ʃ | ju | ja |